# Egwin
Egwin – imię męskie pochodzenia germańskiego, złożone z członów eg- (ekka-, agi-), 'miecz' i -win, 'przyjaciel'. Oznacza zatem "przyjaciel miecza" lub określa zalety broni. 
Patronem tego imienia jest św. Egwin, biskup Worcesteru, wspominany w polskim Kościele katolickim 30 grudnia. Martyrologia podają, jako dzień wspomnienia, 11 stycznia.
Egwin imieniny obchodzi 30 grudnia.